# Alessandro Scariolo
Alessandro Scariolo Ares (Málaga, 21 de octubre de 2001) es un jugador de baloncesto español. Con 1,90 metros de estatura, juega en la posición de escolta. Actualmente forma parte de la plantilla de Palmer Basket Mallorca de Primera FEB.

## Trayectoria
Es hijo del seleccionador nacional español Sergio Scariolo y la exjugadora Blanca Ares. Es un jugador formado en cantera del Unicaja Málaga.
Disputó las temporadas 2017-18 y 2018-19 en las filas del filial de Liga EBA, realizando dos grandes temporadas, con unos promedios de 22 minutos y 9,5 y 11 puntos por partido en cada una de las dos temporadas.
En septiembre de 2018, Alessandro vestiría la camiseta del Unicaja, jugando los amistosos que coincidieron con las ventanas FIBA con apenas 16 años, además de alternar los entrenamientos con el primer equipo de Liga Endesa.
En verano de 2019 al canterano cajista se le acababa el contrato como junior y rechazó una oferta de renovación del Unicaja de Málaga para compaginar estudios y formación en la NCAA.
El 13 de agosto de 2019, hace oficial su incorporación a los Manhattan Jaspers de la NCAA, justo unos días después de alzarse con la medalla de oro en el EuroBasket sub-18.
En octubre de 2019, el jugador tomaría la decisión de ser 'redshirt' en su primera temporada en Manhattan Jaspers, es decir, no jugar partidos oficiales para adaptarse al sistema universitario, que no le computaría a la hora de completar sus 4 temporadas de juego en la NCAA.
En el Europeo sub-18 de Grecia del año 2019 consigue la medalla de oro.
En junio de 2020, ficha por la Universidad de Ouachita Tigers en Arkansas, con el que disputaría durante tres temporadas la NCAA Division II con los Ouachita Tigers. 
El 21 de julio de 2023, el base firma por el Club Baloncesto Peñas Huesca de Liga LEB Plata para disputar la temporada 2023-24.
El 19 de junio de 2024, firma por el Palmer Basket Mallorca de Liga LEB Plata.
En la temporada 2025-26, renueva su contrato con el Palmer Basket Mallorca tras lograr el ascenso a la Primera FEB.

### Selección nacional
Formó parte del equipo que se coronó Campeón del EuroBasket Sub-18 en Grecia en el año 2019.